# 올라스트라

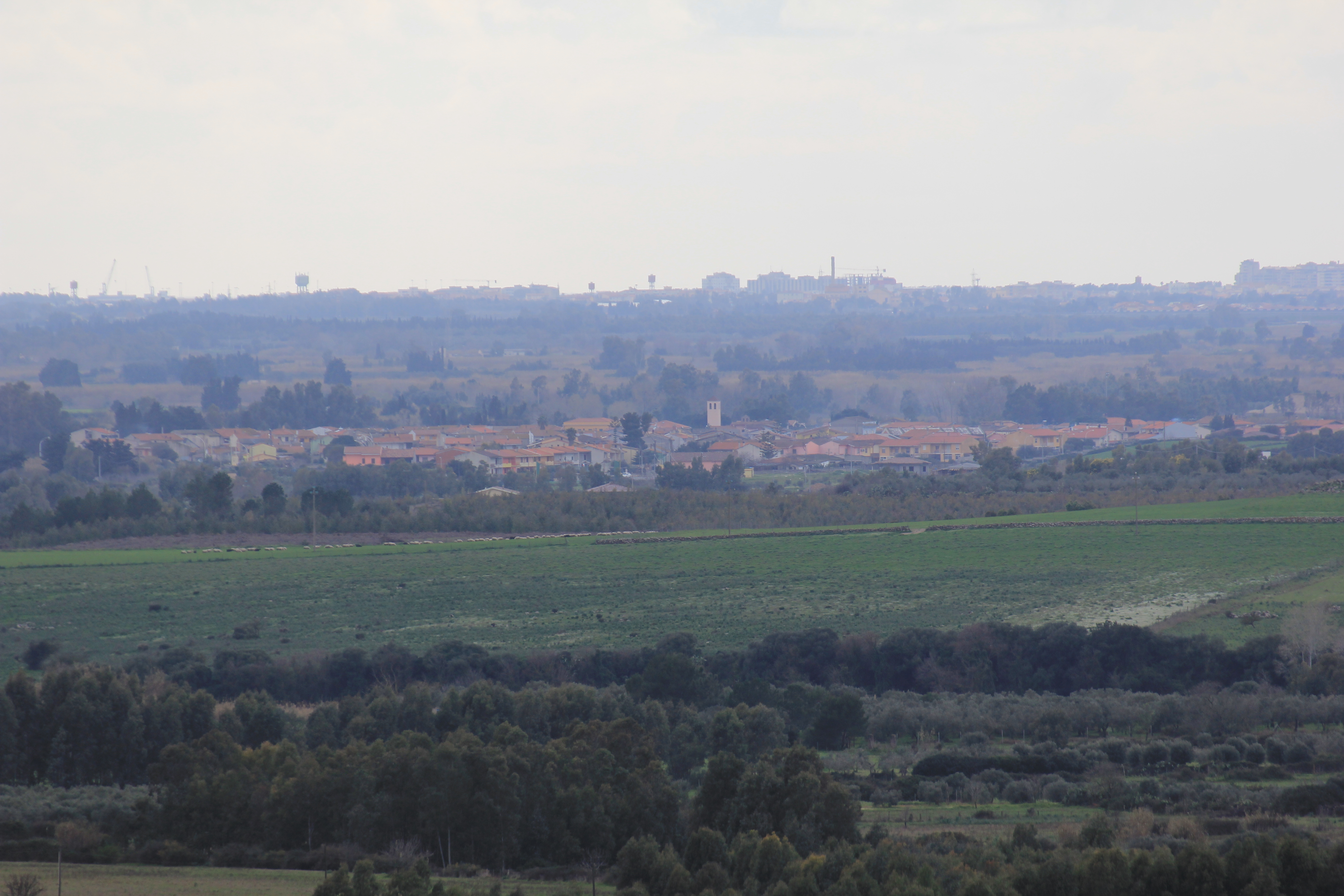

올라스트라(Ollastra)는 이탈리아 사르데냐 지방 오리스타노도의 코무네(지방자치체)이다. 칼리아리에서 북서쪽으로 약 90킬로미터, 오리스타노에서 북동쪽으로 약 14킬로미터 지점에 위치해 있다. 총 면적은 21.47 제곱킬로미터이다.
1928년부터 1946년까지 이 지역은 주변 시막시스의 프라치오네였으며, 이러한 이유로 이 지역의 지명은 올라스트라 시막시스(Ollastra Simaxis)였다. 1991년에 간단히 올라스트라로 변경되었다.